# Cedron
Cedron este o arie protejată (sit de importanță comunitară — SCI) din Polonia întinsă pe o suprafață de 216,51 ha, integral pe uscat.

## Localizare
Centrul sitului Cedron este situat la coordonatele 49°53′46″N 19°40′57″E / 49.896°N 19.6825°E.

## Înființare
Situl Cedron a fost declarat sit de importanță comunitară în octombrie 2009 pentru a proteja 8 specii de animale.

## Biodiversitate
Situată în ecoregiunea continentală, aria protejată conține 6 habitate naturale: Râuri de munte și vegetația erbacee de pe malurile acestora, Pajiști cu Molinia pe soluri calcaroase, turboase sau argilos-nămoloase (Molinion caeruleae), Liziere de ierburi înalte hidrofile de câmpie și de nivel montan până la alpin, Fânețe de joasă altitudine (Alopecurus pratensis, Sanguisorba officinalis), Păduri de stejar și carpen Galio-Carpinetum, Păduri aluvionare cu Alnus glutinosa și Fraxinus excelsior (Alno-Padion, Alnion incanae, Salicion albae).
La baza desemnării sitului se află mai multe specii protejate:
- mamifere (2): castor (Castor fiber), vidră de râu (Lutra lutra)
- nevertebrate (4): fluturele purpuriu (Lycaena dispar), Phengaris nausithous, Phengaris teleius, Unio crassus
- pești (2): Eudontomyzon mariae, cicar (Lampetra planeri)